# キミ子方式

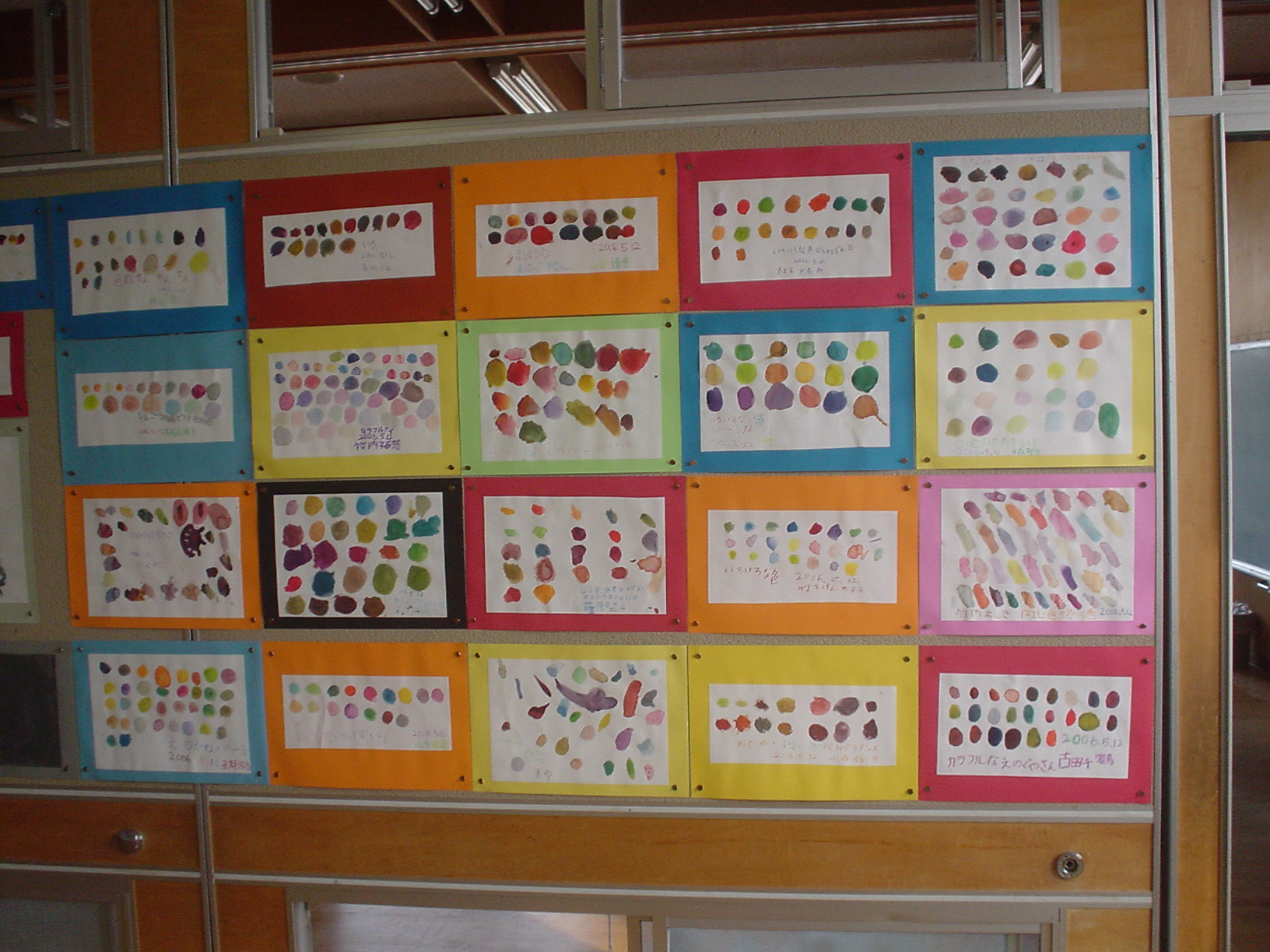
キミ子方式による三原色の色作り作品。小学校3年生。

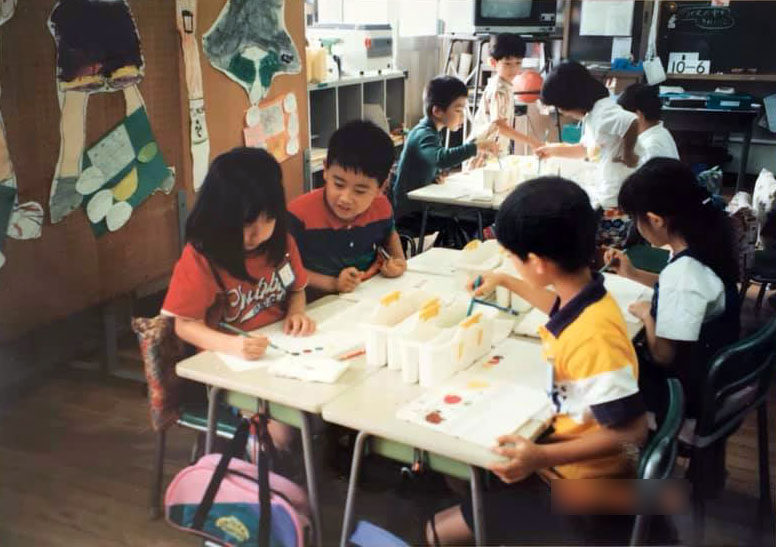
Maiking colors made fron only 3colors and white.

キミ子方式（キミコほうしき）とは、1975年に松本キミ子が1970年代に小中学校で図工や美術の産休代用教員として授業を行う中で、絵が描けない子どもに接する中で考案した描画指導法である。
キミ子方式の目標は「1.すべての子どもに、絵を描くことのたのしさと能力と自信を身につけされる」「2．個々の教師が特別な才能や技量を持たなくても、一定の水準の適切な指導ができるような、絵の描き方指導方法が存在する」とされている。キミ子方式の指導法では、「三原色と白を使って色作りをする」「輪郭線を書かない」、「最初に大きさを決めてしまわず、画用紙が足らなければどんどん足していく」などの独自の指導方法を取る。また、キミ子方式では描くモデルを、植物・動物・人工物と分類している。

## 概要

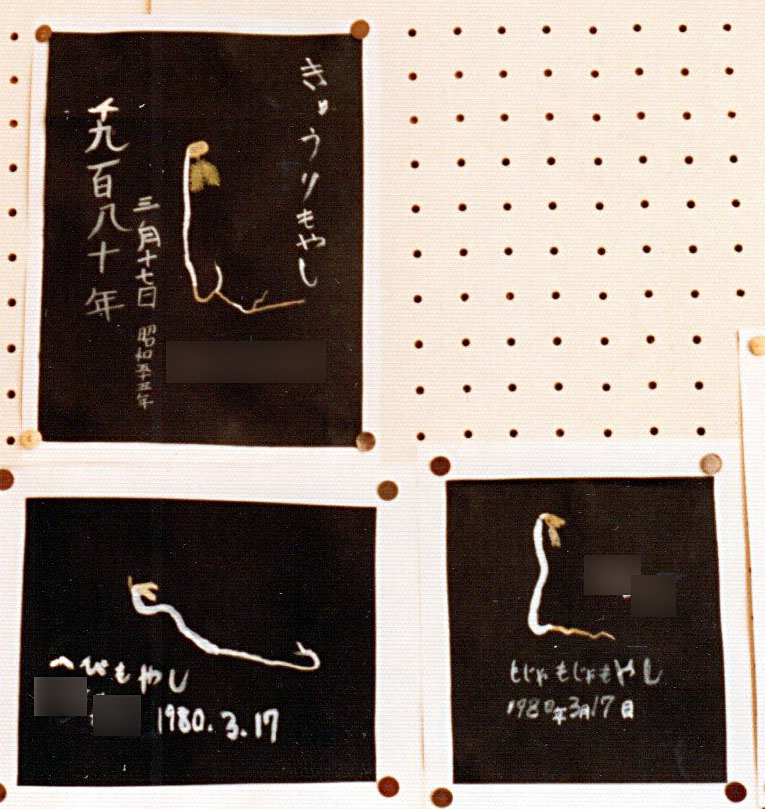
キミ子方式で書いたモヤシの絵。中学校特殊学級。

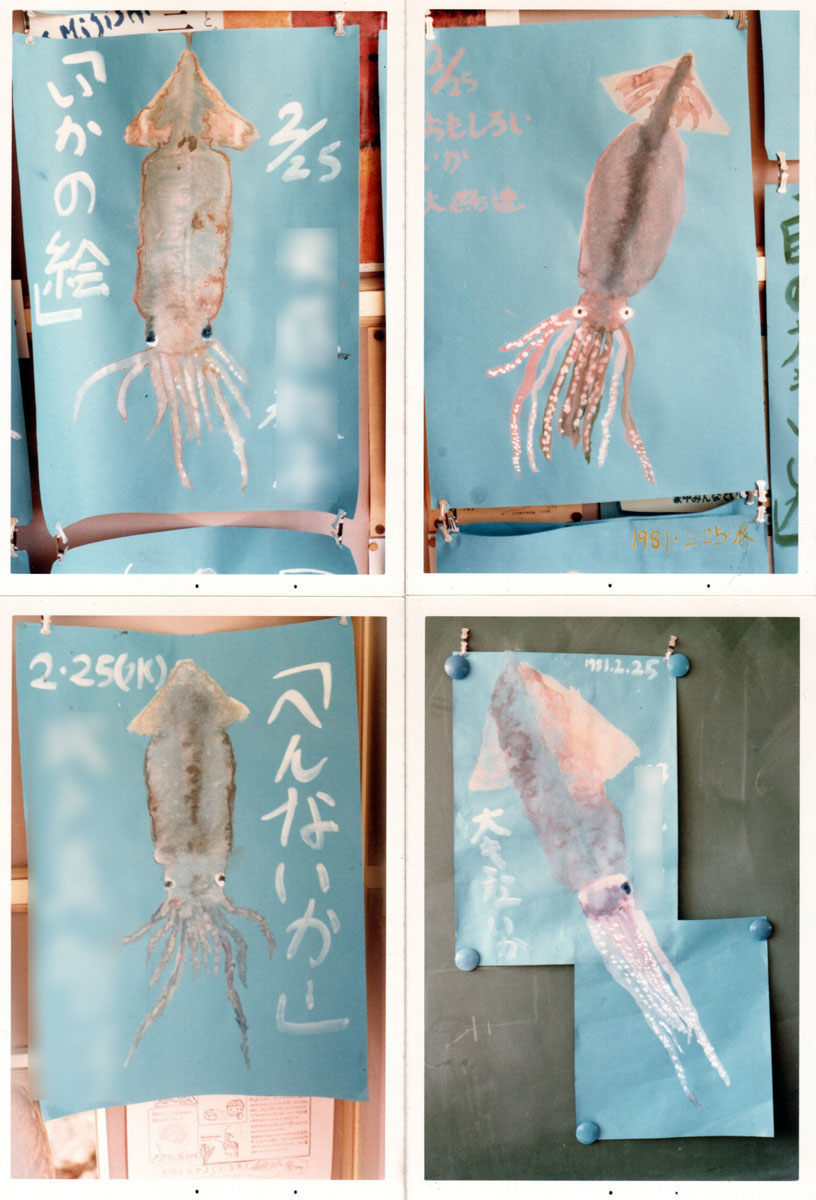
キミ子方式で書いたイカの絵。小学校4年生。

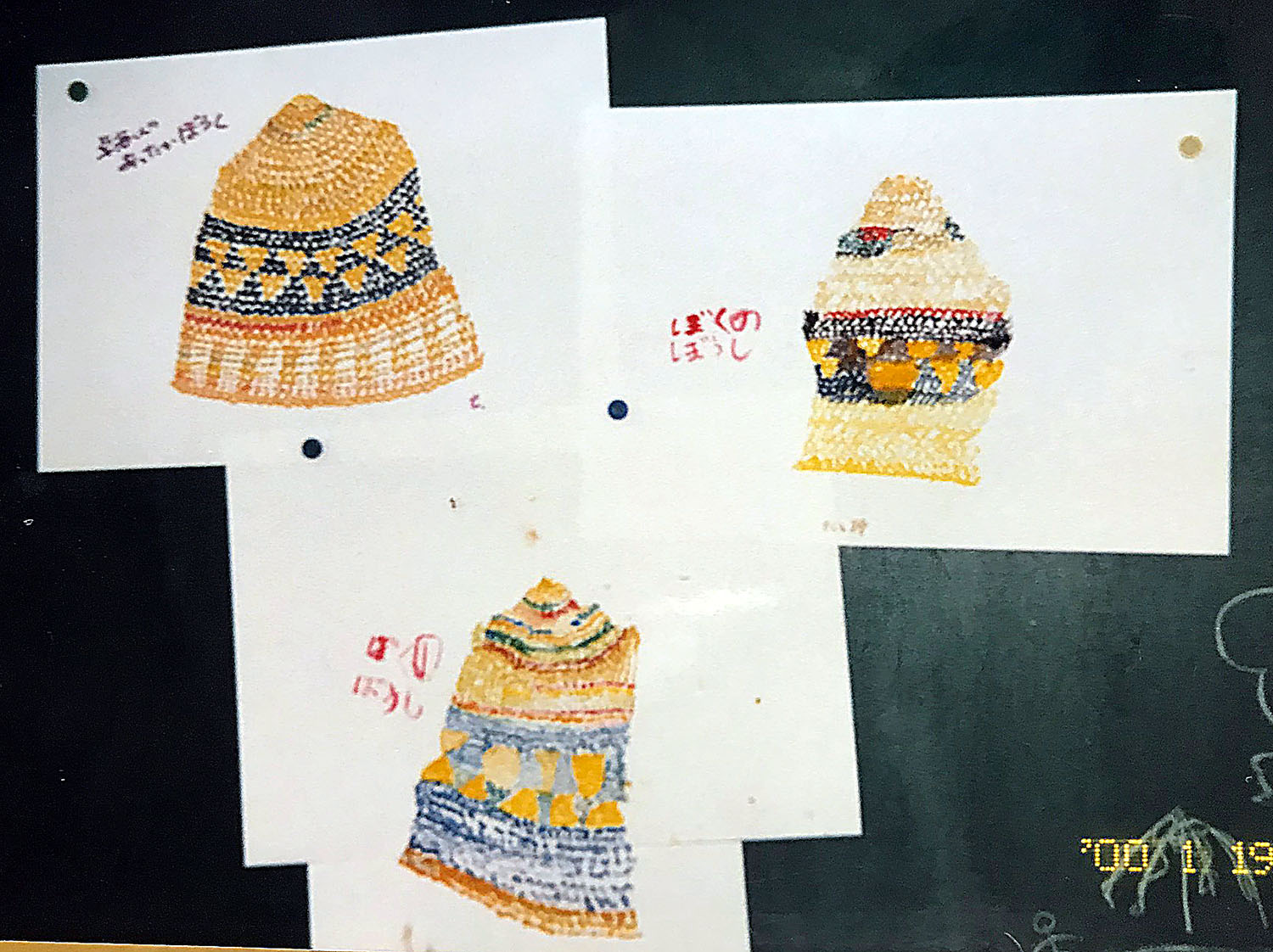
キミ子方式で描いた毛糸の帽子。小学校1年生と大人の作品。

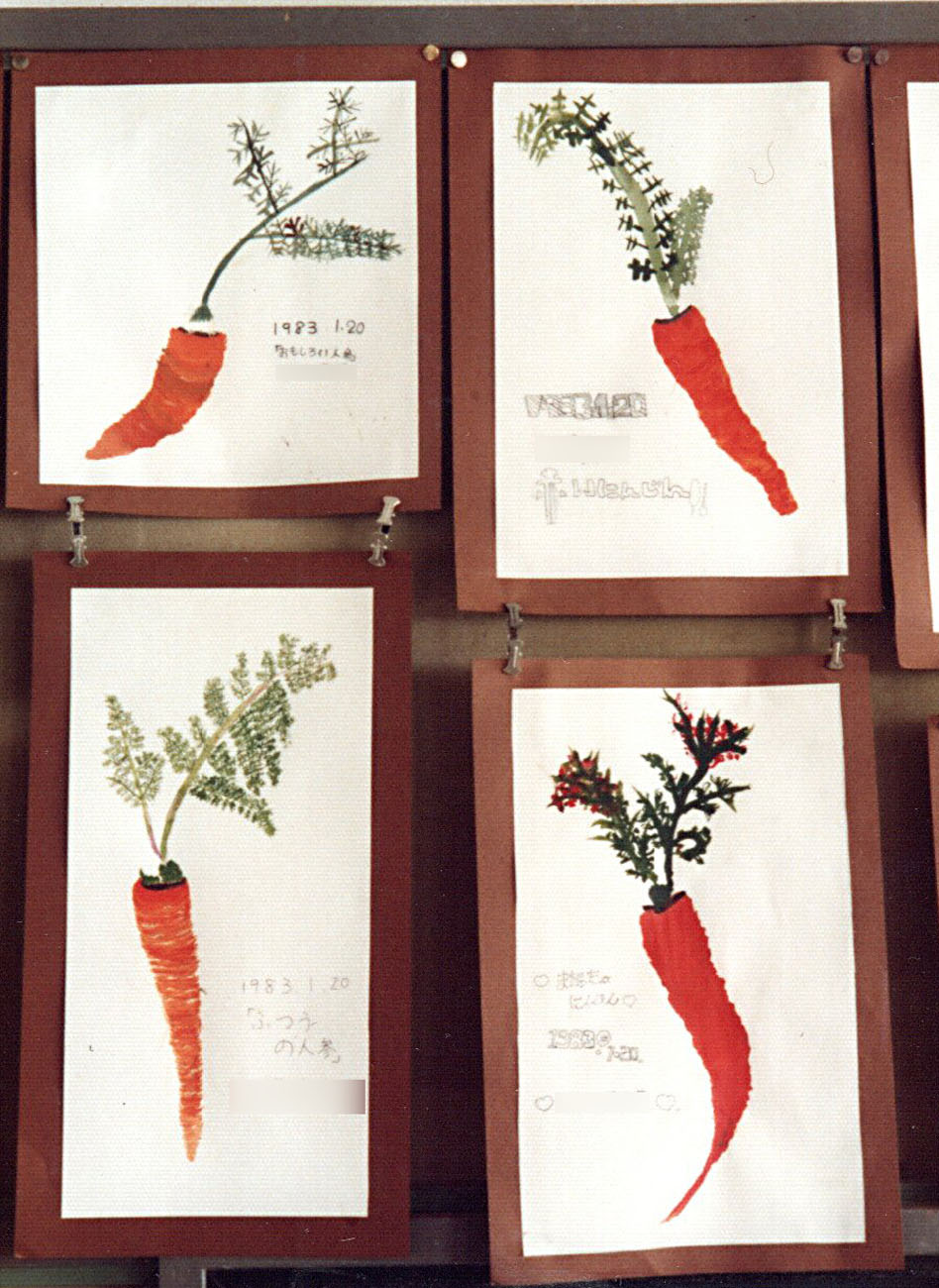
キミ子方式で書いたニンジン。小学校5年生。

キミ子方式の特徴としては、道具、題材、描き方が決まっていることである。主な特徴は、
1. 水彩絵の具の三原色と白のみですべての色を作る。
2. 自然物の場合、輪郭線は描かない。人工物では描くこともある。
3. 描く対象に合わせて一定の手順で部分から描き始めて隣へ隣へと描いていく。
4. 紙の大きさに絵を合わせないで、絵に合わせて紙を切り抜いたり、継ぎ足したりする。

である。考案された後も数年間は美術教育界では評価されなかったが、板倉聖宣と出会うことで、仮説実験授業研究会を中心に追試をする教師が現れ、講習会でキミ子方式が紹介され、全国的に広まっていった。

## 内容
キミ子方式の方法で絵を描くと、幼児から老人、また盲目の人までも誰でも楽しく絵が描けるようになる。この方法は三原色と白だけで色を作り、モデルを描いていくという特徴がある。まず、描き始めの一点を決め、そこから隣へ隣へと絵の具を広げていく。決して、最初から描くモデルの大きさを決めてしまわない。絵を描いていく中で、画用紙が余れば切り、足りなければ足して、最後に構図を決める。構図を決めてから輪郭線を描き、色を塗るという、今までの描き方とはまったく逆の方法である。
モデルとするものは、主に植物・動物・人工物である。誰でも知っていて最も身近にあり、それゆえかえって忘れられてしまっているものを題材にしている。
キミ子方式で取り扱うモデルには，それぞれ描き方も指定されており、子ども達は絵を描く前にその描き方の説明を受けて描き始める。

### モデル別の描き方
1. 植物モデルはその成長が始まるところを描き始める。そこからその植物の成長に従って描いていく[12]。
2. 動物モデルは、毛のあるものは鼻から、鳥や魚や昆虫は口から描き始める。イカやタコなど口が出ていないような動物は泳ぐ順番で描いても良い[13]。
3. 人工物モデルは、そのものが作られた順番に従って、最初の一点から描き始めていく[13]。

### 準備物
1. 画用紙は作成するモデルによって色を決める。もやしやウサギなどの白に近いものは黒色画用紙、色作りや葉、風景など色使いの多いものは白の画用紙を使う[13]。
2. 絵の具は赤・青・黄・白の4色しか使わない[13]。
3. パレットは絵の具を入れるスペースと、色を作るスペースがあれば良い[13]。
4. 筆は描くモデルによってサイズが異なる[13]。
5. ぞうきんと水入れ[13]。

これらの道具を置く位置も、キミ子方式では決めている。

### モデル提示の順番
松本キミ子はモデルの提示の順番も経験的に決めている。これらの順番は「前に描いたものとはまったく質感の違うもの、違った技術を要するもの、しかも難しすぎない、無理のないものを与えていく必要がある」としている。
1. 色作り - キミ子方式の最初の授業で行う。三原色と白を使えばすべての色を作ることができるという魅力ある授業から始める[6]。これから先の授業で色作りは絶えず出てくるので、色作りの楽しさや、すべての色を自分で作れるという自信をつけるためにも重要である[6]。これも1つの作品として画用紙の余分な部分を切り取り、日付と作品名､自分の名前を書いて保存する[6]。
2. もやし - 色作りの次に描くのは植物モデルである「もやし」である。成長の順に､まず根を下に伸ばし､実となる部分を上に成長させ､豆ができて葉ができて終わりとなる[16]。紙をちょうど良く切って､日付と作品名と自分の名前を書く[17]。
3. イカ - 植物モデルの次は動物モデルであるイカを描かせる。海の動物モデルでは泳ぐ順番で描いていく[17]。イカは三角の先端から足の方へ描いていく。隣へ隣へ頭､胴体､顔､目､足､吸盤と描いていく[17]。
4. 毛糸の帽子 - 次に人工物として毛糸の帽子を描く。毛糸で帽子を編むようにして描いていく。モデルは色目が段で変わっているものが良い[18]。
5. 空 - 風景画として空をモデルにする。空には様々な様子があるので､色々な空を描いてみると良いと､松本キミコは述べている[19]。始めに葉書サイズの枠を持って行き､空のどの部分を描くか決める。そのとき下の方に梢や建物や山など動かないものを入れて､どの部分の空を描いたか忘れないようにする[19]。三原色と白色をたっぷり使って空の色を作る[19]。作品名と日付､氏名を書いて保存するのはすべての作品に共通である[20]。

### 評価方法
絵を楽しんで描くことを目的とするキミ子方式では､授業後に感想を書かせる。感想用紙を配り､子ども達に今日の授業の評価を自分でさせる。その感想文の内容も自己評価として成績評価に入れる。図工の評価項目として「最後まで気持ちよく続けられたか」を取り入れた試みも行われた。子ども達の自己評価は教師の評価にもつながる。それは教師がキミ子方式で絵画指導をする中で､どれだけ子ども達を楽しませることができたかという評価でもある。
キミ子方式では輪郭を取らずに絵の具だけでそのモデルの一部分，一部分を完成させながら描いていく。絵を描いている途中に授業が終わってしまっても､一部分､一部分が完成しているので､「折れたモヤシ」などと題名をつければそれでも完成である。毛糸の帽子でも「編みかけの帽子」という題名をつけることができる。限られた授業時間の中で､マイペースな子どもも､色作りに力を入れる子どもも､絵の完成ということを味わうことができる。

### キミ子方式の「自由」
描き方やモデルが最初から指定されているキミ子方式を批判する人がいるが､絵の描けない子にとって「自由に描く」ということは難しいことである。「自由」は描くときに味わう自由ではなくて､集中して描いた後に感じる､完成するという達成感から生まれる自由なのである。

### 酒井式描画法との違い
酒井式描画法では､例えば「遠足のおにぎりの絵」を描かせるときには､黒板に2種類のおにぎりの絵を描く。一方は漫画のような三角のおにぎり､もう一方は三角の中に米粒が描いてあるおにぎりを描く。そして､どちらの方がおにぎりらしいかと問いながら描き方を誘導していく指導法である。この方法を実践していくと､最初から答が用意されていて､よい子が先生の質問に対してよい答をし､そのままよい絵を描くというものになる。そして､子ども達の中にはその描き方に疑問を抱いている子もいるのではないかと考えられる。
キミ子方式は小学生に「よい絵」を書かかせる事を目的とする酒井式描画法とは異なり､幼児から老人､盲目の人まで楽しんで絵が描ける指導方法である。

## 仮説実験授業研究会による追試と普及

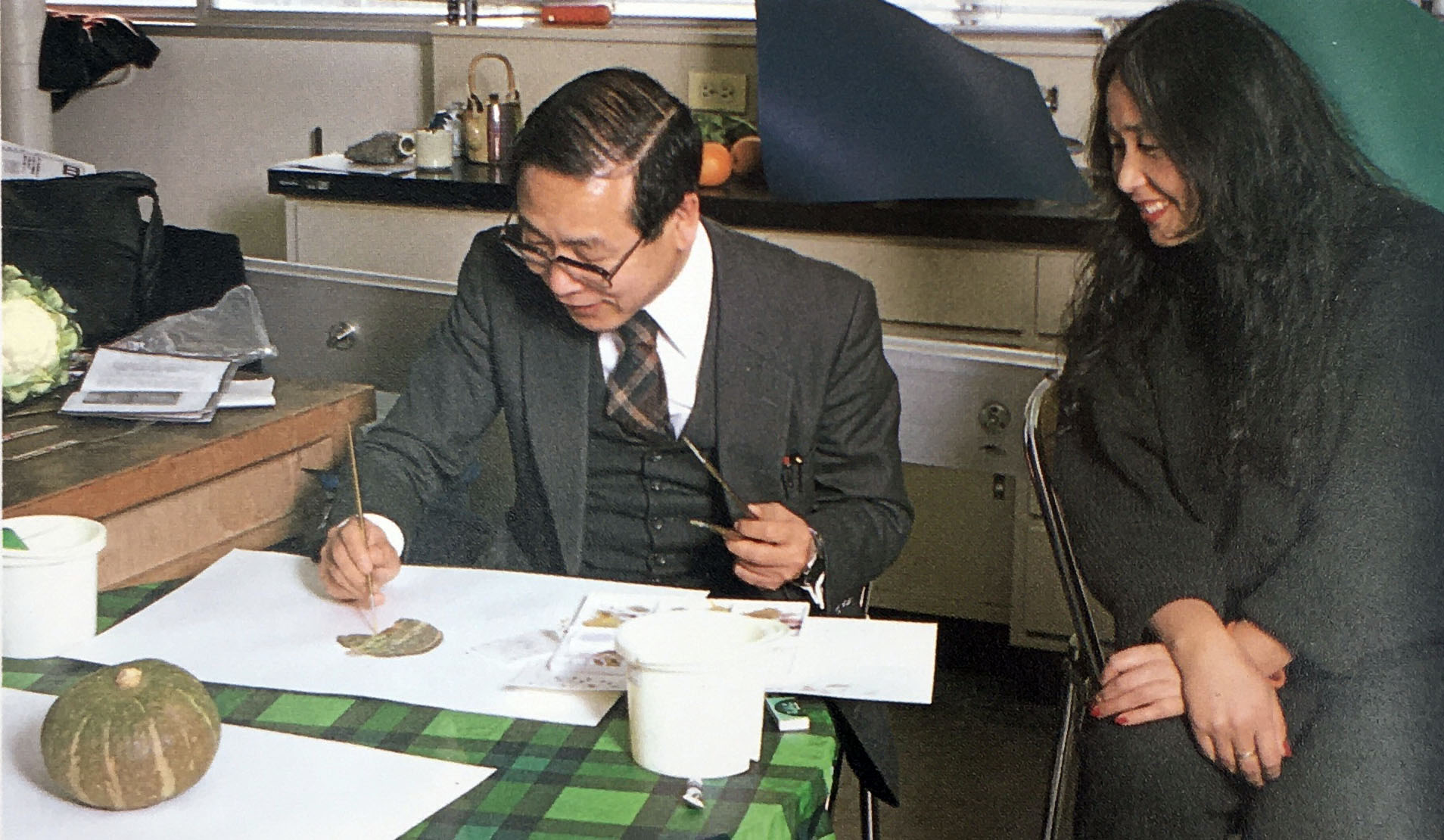
松本キミ子が「キミ子方式」によって、板倉聖宣にカボチャの描き方を教えている。1980年ごろ。

松本キミ子は大学卒業後、産休補助教員として小中学校で絵の授業を担当してきたが、その指導方法は他の美術教師になかなか認められなかった。1978年に板倉聖宣は松本キミ子と出会い、彼女の美術教育の実践を知った。板倉はすぐに仮説実験授業研究会に松本キミ子の美術の授業を紹介し、仮説実験授業研究会の中に、その独自の絵の授業「キミ子方式」は急速に広まった。
板倉がキミ子方式を高く評価したのはその「再現可能性」であった。板倉はそれまで「芸術の授業ではその授業の法則を一般化してとりだすことはなかなかできないだろう」と考えていたのだが、「松本さんの実践を見ると、絵の授業でも明らかに授業の法則性を問題にしうることがわかる」。「松本さんの授業は名人芸の絵の授業記録ではなく、他の人がまねしうる授業記録であり、授業科学として注目すべきものだと思う」と高く評価した。さらに「絵を描くのをたのしいと思えるようにする」という松本の授業のねらいから、キミ子方式は「たのしい授業」という点でも評価された。
仮説実験授業研究会の中でキミ子方式が知られるようになると、すぐにキミ子方式の絵の授業をそのまま実践して成果を出した教師が出現した。キミ子方式は仮説実験授業の授業評価法で、「子どもたちの感想文」と「たのしさの五段階評価」によって評価され、授業を体験したほぼ全員の子どもが「5．すごくおもしろかった」と評価した。
松本キミ子の著書は仮説実験授業研究会会員の堀江晴美の協力も得て、次々に出版され、キミ子方式が普及していった。

## 美術教育史とキミ子方式

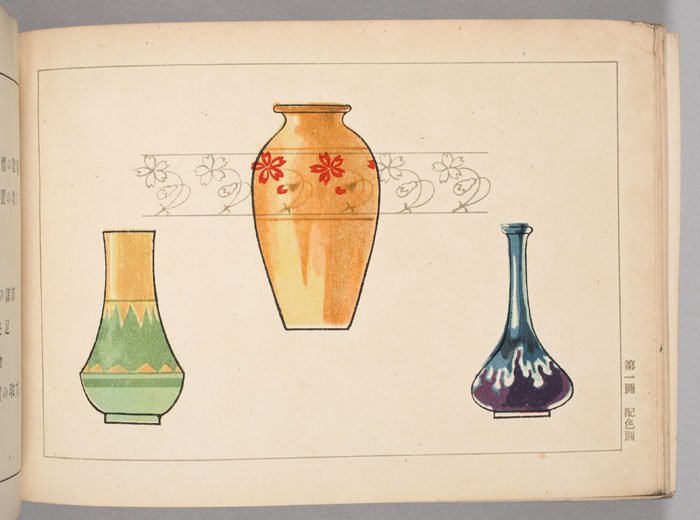
『新訂画帖』第六学年男子用。1910年（明治43年）発行で1932年（昭和7年）まで使われた。臨画のお手本。(国立公文書館)

### 手本を写す教育「臨画」
1871年（明治4年）年に文部省が、小学校に「罫画」、中学校に「画学」として設置したのが美術教科の始まりである。「罫画」の内容は「物の形の正確な描写の訓練」に終始し、鉛筆を用い手本にならって幾何学的基本形体をもっぱら模写、すなわち臨写することにあった。最初は西洋の描き方の本を翻訳したものであったが、1878年（明治11年）の宮本三平著による『小学普通画学本』で日本的な画題になった。その後、文部省は日本の風景・人物を1ページに1つの画を入れた教科書を発行し、お手本を鉛筆で模写する「臨画」が教えられた。尋常小学校で図画教育が実施されるようになったのは1907年（明治40年）以降だった。1910年（明治43年）発行の『尋常小学新定画帖』は20年ほど使われ、大きな影響を与えた。それは「目と手の訓練的要素」の強い教科書だった。

### 山本鼎の自由画教育運動

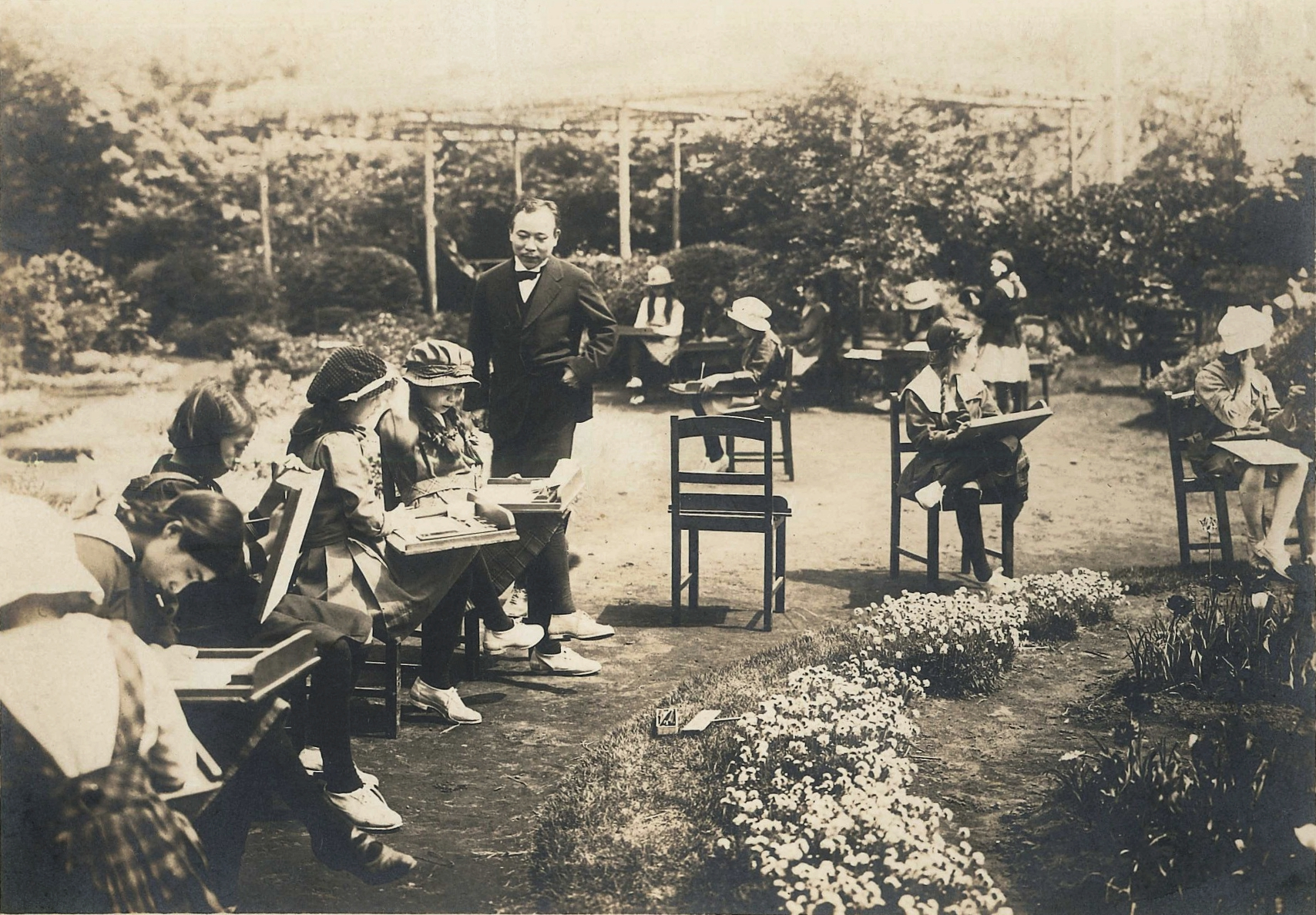
自由学園の生徒に写生を指導する山本（1921年）

版画家・画家の山本鼎（やまもとかなえ）はフランス留学から帰国した後、1918年（大正7年）に長野県の小学校で「児童自由画の奨励」という講演を行い、「自由画教育運動」を起こした。山本鼎の自由画運動と共に、臨画に代わり写生が全国的に行われるようになり、「クレヨン画」の流行となった。
この運動は画家であった山本鼎がフランス留学の帰りにロシアの子ども達の明るい絵を見て、日本の臨画教育の現状を憂いたことから始まった。山本は子どもの創造性を奪っていた臨画を廃して、画題を自由にして指導もなるべく自由無干渉にすべきだとして、明治以来の伝統を廃して、図画教育を子ども自身の目と手による認識と表現をめざす美術教育でなければならないと主張した。山本は「図画教育は美的情操の教育である。感情を豊かにし、趣味を高尚にするための教育機関である」として、「美術教育とは、また自由画教育とは、愛を以て生徒の創造を処理する教育である」「自由画教育の教師の第一の資格は、美術上の知識に富むことでも、水彩画や油絵が描けることでもなく、ただ、生徒らの創造を愛する心、それがあれば良いのである」と主張した。
山本は「学齢期前の児童の画は大抵おもしろいが、それが学校へ通うようになると皆悪くなってしまう」ことを問題視し、それが「臨本教育」というお手本を書写させるだけの授業にあると考えた。山本は当時使われていた教科書『新定画帖』を「様々な約束が示範されていて、生徒らに知恵や技巧の自由な発露をおもうさま邪魔している」、「従来の図画教育はまったく見ることの喜びに導かなかった。知恵の自由も技巧の自由も妨げて、子どものうちに早くすでに装飾の本能を萎縮させてしまった」と批判した。
山本は1921年から1942年まで私立自由学園の美術教師となって、自由学園での実践的研究から得た内容を交えながら著述活動を続けた。山本の主張は頑固な教育学者からの反撃にもかかわらず、全国の教師に急速に普及した。

### 岸田劉生の自由臨画法

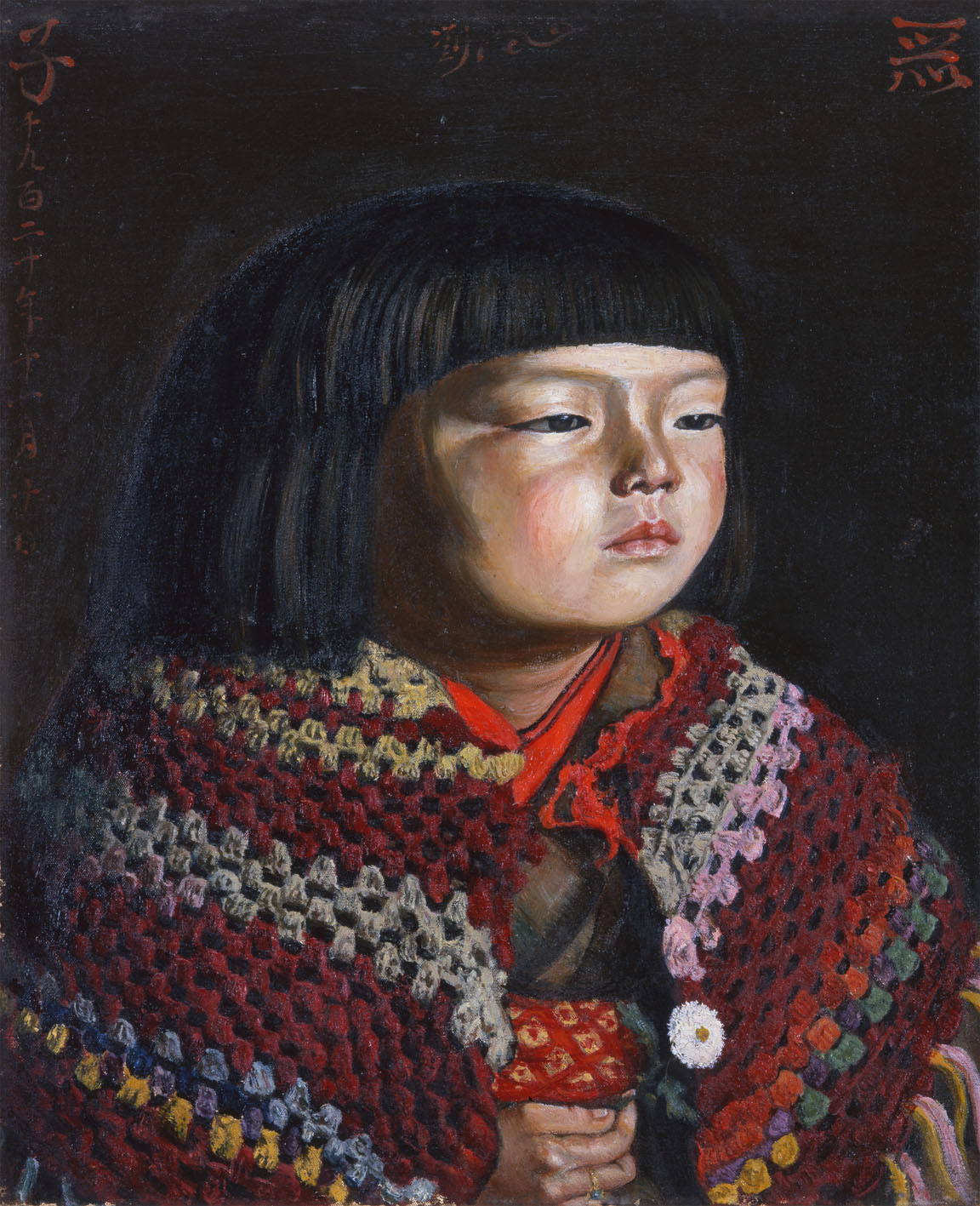
岸田劉生の代表作「麗子像」1920年。

山本鼎の自由画教育論に強く反対したのが、画家の岸田劉生だった。岸田は旧来の臨画教育を「児童の心に何らかの愉悦を起こさせる要素を持たず」と「つまらない教科書だ」として批判した。しかし山本の自由画論を「個性を過大に考える傾向がある」として「他とはっきり異なって立っている」だけで「そういう作品こそ良い作品なのだ」とする「近代の流行語としての〈個性〉」には反対した。
岸田は「図画教育は美術家養成教育ではない」「個性が第一目標ではなく、美や善、美的薫育が一番重要である」と主張した。岸田は子ども達に美を理解させる方法として「優れた美術作品を鑑賞させること」が必要であり、それをさらに進めるために「自由臨画法」を提唱した。自由臨画とは、「古大家の描いた優れた美術品のすぐれた筆跡をたどるということ」で「手本の通りに形式的に模写させるのではない」「子どもに自発的にその画を好きになるようにさせ、模写させるように指導する」教育方法である。
岸田は「美術上における模倣は一面、独創への第一歩である」と述べ、「近代の人はともすると模倣というものは悪い、何でも独創が尊いとという風に考えるようであるが、これは深く、美術上の経験を知らず、また反省してみないからのことである」「美術を知らずして、本当に良き美術は生まれず、本当に深い美を得ることはできない」とのべて、模倣への批判に答えた。
岸田は自分の娘の麗子に自身の美術教育法で教えた。その12年間の結果を「我子への図画教育」で出版しているが、麗子の描いた絵は多様な絵の傾向の影響を受けながら、それでもなおかつ麗子らしさを持った絵となっている。岸田は「いわゆる模倣であったとしても、これほどに子どもが美を生むことができるならば、それでたくさんではないか」と述べている。

### キミ子方式

#### 臨画との違い
キミ子方式に対して「まるで戦前の教育を思い出す」という批判がある。そのとき批判者の念頭にあったのは、かつての「臨画」のような教育だった。しかし、キミ子方式と臨画では決定的な違いがある。それは「必ず本物を持ってきて描かせる」という点である。自由画思想ででは「心の中を素直に表現させることが大切」だというが、ではその「心の中のもの」とは何をさすのか明確ではない。

#### 自由画との違い
絵画指導の中で「自由に書きなさい」という教師のセリフがある。このセリフには「子どもの自由な発想を大事にしたい」「子どもの個性を大事にしたい」という気持ちがあるが、このセリフを投げかけられた子どもの立場で考えるとどうであろうか。「自由」という言葉は自分の好きなものが描けるということで良いかもしれないが、絵を描くことが苦手な児童であったら「また、絵を描くのか。自由に？描き方も分からないのに描けないよ」という気持ちになってしまうのではないだろうか。

#### 色盲も不利にならない
ある小学校で色盲の疑いのある子どもを持つ母親から「うちの子、色、なんか変じゃない？」という相談を受けた松本キミ子は、「まったく関係ありません。見てください。彼の絵だけ特別な色使いなんてことないでしょう？」と絵を見せて、「三原色と白だけで色づくりをしたら、それぞれ違う色ができるのだから、誰のが基準、誰のがヘンなんていえないんじゃない？」と答えている。このように三原色と白だけで色を作り描いていくことで、それぞれの人から見た色が基準になるので、「誰の色が正しくて、誰の色がおかしい」ということにならない。松本キミ子は「三原色と白だけで描くと色盲はハンディキャップにならない」という確信が固まったと述べている。

#### 多様なモデルの意味
松本キミ子は、キミ子方式を通して「様々な子をスターにしたい」と考えている。植物モデルは「ゆっくりゆっくり描く」ことで「繊細な子」をスターにする。動物モデルの「イカ」では「べちゃべちゃとだらしなく、いいかがげんに大きく描く」ことで「大胆でルーズな子」がスターになる。人工物モデル「毛糸の帽子」では「誠実でコツコツ作業をする子」がスターになる。風景画の「空」では「みんな、それぞれがスターになる」。このようにそれぞれのモデルによって、その授業で様々な子どもたちが活躍できるようにする。

#### 子どもに喜ばれる
キミ子方式は「ものの描き方」を教える。そしてそのものの絵を描くことができるようになった子どもは、自然の美しさを感じ取ることができたことと、それを自分が表現できたことに満足する。これまでの美術教育は「心に表現させる」ことに重きを置いて、「何に対して感動させるか」を重要視してこなかった。キミ子方式は子どもにそうした満足を与えることができる。そして「僕は絵が好きになりました」「図工の時間となるととってもうれしい」という子どもをたくさん作り出すことに成功した。

## 評価

### 追試によって確立したキミ子方式
キミ子方式は仮説実験授業研究会に紹介されることで「美術の授業でも法則性を問題にしうる」ということが会員に認識されるようになり、それまでの科学中心の授業研究から、研究対象が大きく広がる方向に影響を与えた。それによって多くの「誰でもその通りにやれば真似できる美術の授業プラン」が作られた。キミ子方式は一見臨画のように模写させているように見えても、本物のモデルを使い、モデルごとに具体的に指導方法が指示されていて、他の教師が真似して、松本キミ子と同様な効果を上げることができた。板倉がキミ子方式を評価したのは「松本さんの考え方ややり方が、松本さん固有の才能に基づいているのではなく、かなり法則化されている」という点だった。さらに他の教師が実践しても、松本キミ子が授業するのと同じように、子どもたちに非常に歓迎されている点も評価された。

### 追試に失敗した山本鼎の自由画教育
山本は自由画教育の現場での処理について質問を受けるたびに、「未だ十分精密に答えることのできないのを遺憾とするが、じつはそれらの場合場合に応ずる処理は、その役目に当たる教育家自身が研究してもらいたいのである。私は正しい原則を示したつもりだ。それを有機的に施行する任務は教場のパトロンたる人々（つまり現場の教師）の上にあるのだと考えていただきたい」と述べている。
山本自身は「子どもの目と手で自由に描かせよう」と主張していても、実際の自分の授業では、かなり細かく丁寧に技術指導をしていた。その一方で「児童を自然の沃野に放牧させよ」と著書には書いた。当時の普通の教師の多くは「子どもに自由に絵を描かせよう」という教育論に賛成しても、実際にはどうやって指導したらいいかは分からなかった。山本の理念は「それをどうやって授業の中で展開すればいいか」という具体的な方法論を提示していなかった。そのため一部の学校で優れた実践が行われたが、多くの一般教員には山本の理想の実現は困難だった。
山本鼎の時代は大正デモクラシーのもとで、明治時代の「旧教育」に対する「新教育」が脚光を浴びていた時代だった。しかし、当時の「新教育」の主張の大部分は「スローガンを掲げただけで終わってしまう」ものだった。

### キミ子方式が主張する創造性
松本キミ子が2000年に韓国に招かれて実践を行ったとき、「創造画はどうするのですか？」に答えて「三原色と白を混ぜて自分の色を作る。これこそ創造だ。だからキミ子方式で描いた絵は全部創造画以外の何ものでもない」「〈もやし〉〈イカ〉など1つのものでも私は創造画だと思います。〈創造画を描け〉と言われても、絵が苦手な人は何をどうすればいいのか分からない。だから私はまず、1つのものを〈描き始めの一点を決め、三原色と白で自分の色を作り、となりとなりと色違いで描いていく〉という具体的な方法を考えました。そうするとものが見えてきて絵が描けるのです。1つのものが描けたらそれでも充分だし、他のものを組み合わせたかったら、1つずつ足していけばいい」と答えている。
松本は「〈創造画〉という単語は美術教育界でカッコイイと思われている言葉なのではないだろうか。専門用語を使って、自分たちにも分からない議論をするより、目の前の生徒全員が〈絵を描ける喜び〉を持てることだけに関心を持てばいいと思う。」「韓国も日本と同じように〈子どもの創造力を高めよう！〉などと教育スローガンを掲げ、具体的な方法を何も示さないで、多くの絵の描けない人を作ってきたのではないだろうか。そして絵は才能のある人しか描けないと決めつけてきたのではなかったか。」と述べている。
松本はさらに「絵は〈自由に描く〉のではありません。〈自由になるために描く〉のです」と述べ、ただ好き勝手に描けばそれでいいというのではなく、物事の考え方や対処の仕方、つまり自分の生き方についても自らの意志で決められるようになるために絵を描くのだという主張が読み取れる。さらに絵を描くことが一番の目標ではなく、むしろ自信を持って楽しく日々を送ることの方がよほど大事だという立場を取ろうとしている。

### 自由と束縛の間
臨画の束縛と自由画の自由はどちらも結果としてうまくいかなかったが、キミ子方式の実践家である堀江晴美は「自由は束縛から生まれる」として、「肝心なことは1人1人声をかけて束縛します。〈束縛なんてヒドイ。生徒がかわいそう〉という人がいます。しかし、それは今までのありきたりのやり方に安住しようという生徒を、そのまま放っておくことでしかありません。束縛するということは、新しい道へ誘うことです。今までのやり方から解き放つこと。束縛されることによって人は本当に自由になるのです」と述べている。
キミ子方式を継続的に研究した松本昭彦は、教員養成課程の絵画指導を行う中で、将来教師になるであろう学生を対象に授業を行い、学生による感想や授業調査評価を報告している。否定的な意見はほとんど無く、全員が同じ描き方をしているのにできあがった絵は個性的である、集中して丁寧に描けた、細かく描く順番が決まっていてうまくできた、リアルに描けたなどが報告されている。キミ子方式で描画指導を行った授業の評価についても、否定的な学生は少数で9割以上の学生がキミ子方式を取り入れた授業に対して、意欲的であり肯定的な評価をしている。
松本昭彦は、色を作ったり絵を描くにあたりルールがあっても不満や不自由を感じる学生はおらず、ルールという困難さを含めて楽しんで色作りをするからこそ、全員の作品が異なって見える、個性的であるとし、描き方のルールがあるからこそ迷いなく安心して取り組むことを可能にし、後戻りできない描き方によって集中して書くことができる、という利点をあげている。また松本昭彦は「絵に描き方はない、絵に教え方がないのならば、絵画教育そのものの存在理由がなくなるのではないか」とした。

## キミ子方式に関する研究者

### 松本キミ子
松本 キミ子（まつもと きみこ)は1940年5月、北海道生まれの美術教育家である。東京芸術大学彫刻科を卒業後、産休補助教員として小学校・中学校で図画・美術教育に取り組む中で、1975年にキミ子方式を考案。その指導法は美術教育界では受け入れられなかったが、科学教育研究者の板倉聖宣との出会いを契機にキミ子方式は仮説実験授業研究会に紹介され、実践者が増えて急速に広まっていった。大学教授を務める傍ら、美術の授業研究会代表、キミ子方式を楽しむ会代表を歴任。1989年には「キミ子方式」の教育の拠点として「キミ子・プラン・ドゥ」を開設し、「松本キミ子のアートスクール」を通して絵の指導に当たっている。2022年2月23日死去。
主な著作
- 『絵のかけない子は私の教師』（堀江晴美との共著）仮説社、1982年
- 『教室のさびしい貴族たち』仮説社、1984年
- 『絵を描くっていうことは』仮説社、1989年
- 『三原色の絵の具箱』（堀江晴美との共著）ほるぷ出版、1993年
- 『ひろびろ三原色 全8巻』ほるぷ出版、1993年
- 『続ひろびろ三原色』ほるぷ出版、1993年
- 『宇宙のものみんな描いちゃおう』太郎次郎社、1987年
- 『はがき絵の描き方』日貿出版社、1988年
- 『八〇歳の母が絵を描いた』日貿出版社、1993年
- 『三原色で描く四季の草花』山海堂、1993年
- 『三原色のフィールドノート』山海堂、1995年

### 板倉聖宣
1930年に東京に生まれる。2018年2月死去。日本の科学史家、科学教育研究家で1963年に科学教育の理論「仮説実験授業」を提唱した。1978年に松本キミ子と出会い、その指導法を高く評価して仮説実験授業研究会に紹介し普及させた。

### 堀江晴美
1947年千葉県生まれ。法政大学史学科卒業後、船橋市内の小学校に勤務。1974年に「仮説実験授業」と出会い、現在も仮説実験授業研究会会員として実践を続ける。1978年、松本キミ子との出会いから、「キミ子方式」による絵画教育の実践を始める。1986年から中学校に赴任し、美術と社会を担当した。中学校教諭を定年退職後、2007年より茨城県久慈郡大子町でルネサンス高等学校の講師として勤務。その後副校長を務めている（2017年現在）。